# 前台

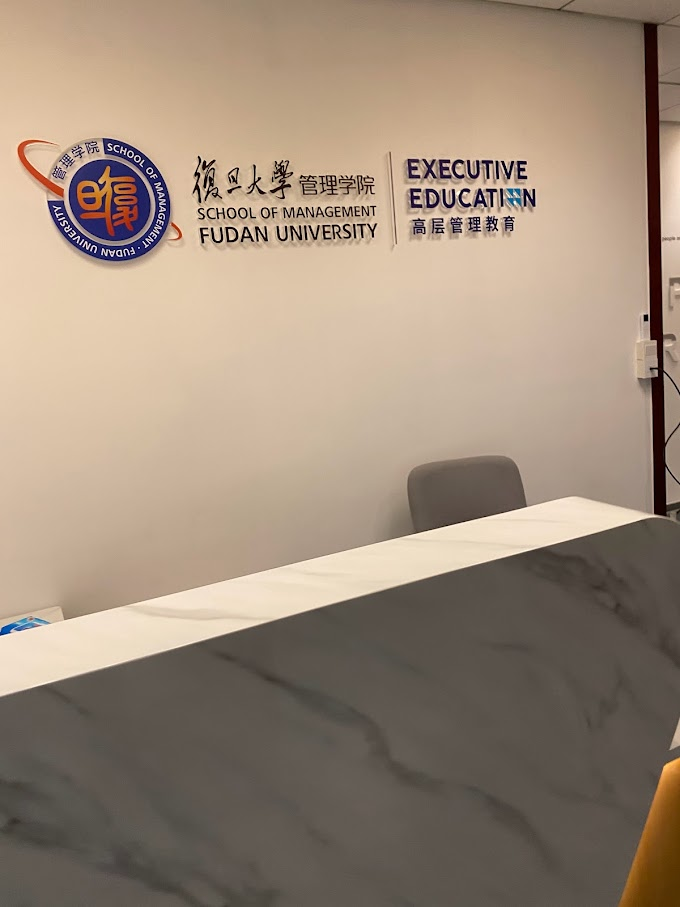
位於復旦大學管理學院史帶樓8樓高層管理教育的前台

前台是一个公司在入口或電梯口、大廳派駐的服務人員。地點通常是客户、面試人員或其他人員到达公司后第一个拜訪的地方。前台可以直接与客户等人取得联系，前台可以通过向客户等人提问来发现更多关于客户等人的信息，再將信息反饋給其他部門，也可以帮助客户等人解决问题。